# Sistema de alerta automático

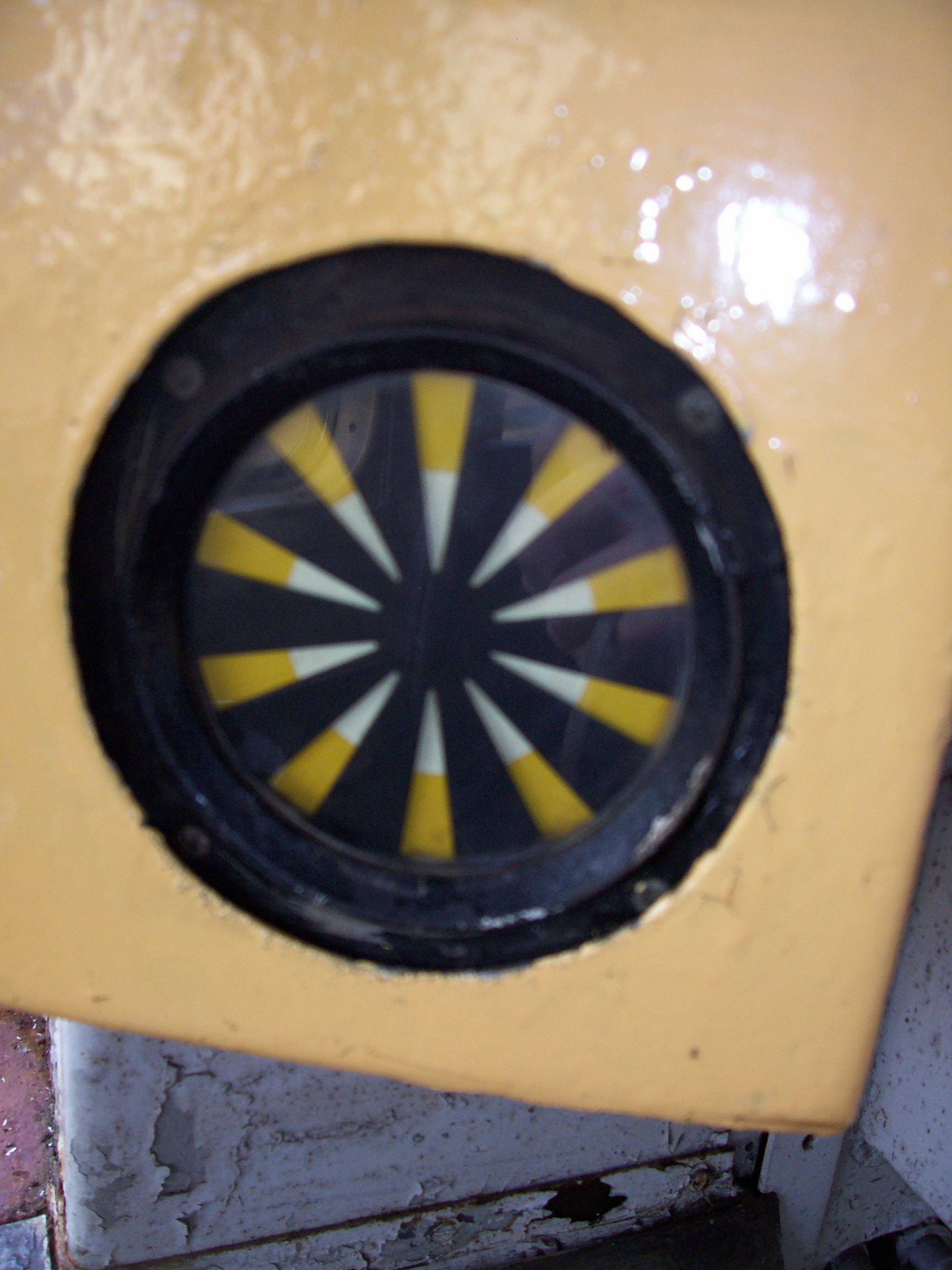
Parte do AWS, conhecido como Girassol.

O sistema de alerta automático, automatic warning system ou AWS é uma repetição de sinais utilizados em 1956 em ferrovias no Reino Unido, Hong Kong e Austrália. Este sistema deriva de um outro desenvolvido em 1930 por Alfred Ernest Hudd e comercializado com o nome Strowger-Hudd, semelhante ao ATC (Controle Automático de Trem) instalado no Great Western Railway em 1906, gradualmente substituído pelo AWS.

## Princípios de operação
AWS é um sistema baseado em trens que detectam campos magnéticos. Esses campos magnéticos são criados por ímãs permanentes e eletroímãs instalados na pista. A polaridade e a sequência dos campos magnéticos detectados por um comboio determinam o tipo de indicação dada ao maquinista.
Um ímã, conhecido como ímã AWS, é instalado na linha central da via. O campo magnético do ímã é definido com base no próximo aspecto do sinal.  O trem detecta a polaridade do campo magnético por meio de um receptor AWS, montado permanentemente sob o trem.
Um ímã AWS é composto por 1 ímã permanente e um eletroímã opcional. O ímã permanente é incontrolável e sempre produz um campo magnético constante de polaridade imutável. Um trem passando sobre o ímã permanente entregará uma indicação de aviso AWS ao maquinista.
O eletroímã opcional pode ser usado para fornecer ao maquinista uma indicação clara da AWS. Se o trem AWS detectar um segundo campo magnético de uma certa polaridade após o primeiro ímã permanente, o AWS exibirá uma indicação clara em vez de uma indicação de aviso. O trem detecta a polaridade do eletroímã após a polaridade do ímã permanente. Isso ocorre porque o eletroímã opcional é sempre instalado após o ímã permanente (na direção de deslocamento). O eletroímã está conectado ao aspecto do sinal verde, portanto, o motorista só receberá uma indicação clara do AWS se o sinal estiver claro (verde).

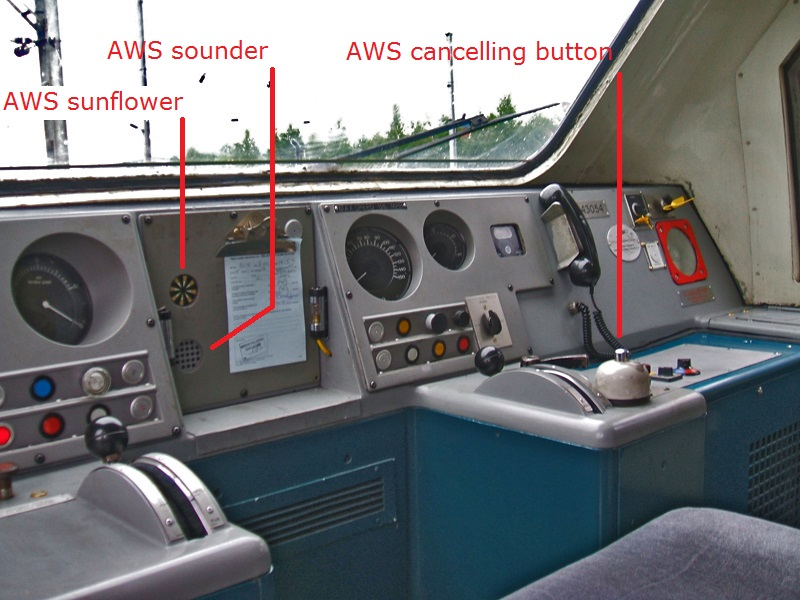
Equipamento AWS do motorista em uma cabine de condução Classe 43

O ímã permanente sempre produz um polo sul. Se o eletroímã for energizado para produzir um polo norte, o AWS dará ao motorista uma indicação clara do AWS.
Vários trens de unidades têm um receptor AWS em cada extremidade. Os veículos que podem operar isoladamente (DMUs e locomotivas de vagão único) têm apenas um; Isso pode ser na frente ou atrás, dependendo da direção em que o veículo está viajando.
O equipamento de um trem consiste em;
- Um receptor AWS (um detector de campo magnético localizado sob a cabine de direção do trem)
- Um indicador visual da AWS (conhecido como "girassol")
- Um indicador sonoro AWS (capaz de produzir dois sons diferentes, som de indicação clara = campainha, som de indicação de aviso = 'buzina' ou equivalentes eletrônicos)
- Um botão AWS Acknowledge (usado para confirmar a indicação audível de aviso da AWS. Se não for pressionado dentro de 2-3 segundos após uma indicação de aviso AWS, os freios de emergência são aplicados)
- Um indicador de isolamento/falha da AWS (um indicador visual que avisa o driver quando a AWS foi isolada ou tem uma falha)

### Exemplo prático da AWS
As polaridades neste exemplo são relevantes para o Reino Unido. O ímã permanente produz um polo sul no Reino Unido. Outros países podem usar ímã permanente que produz um pólo norte. O principal princípio operacional é que o eletroímã produz o polo oposto do ímã permanente.

#### Exemplo de indicação clara da AWS
Um trem está dirigindo em direção a um sinal que mostra claro (verde). O trem passa sobre o ímã AWS (que são dois ímãs, primeiro um ímã permanente e depois um eletroímã). O eletroímã é energizado. O receptor AWS detecta um campo magnético na sequência: Sul, Norte. O polo sul vem do ímã permanente e o polo norte vem do eletroímã. Essa sequência sul e norte fornece uma indicação clara do AWS para o driver.

#### Exemplo de indicação de aviso da AWS
Um trem está dirigindo em direção a um sinal que mostra cautela (amarelo). O trem passa sobre o ímã AWS (que são dois ímãs, primeiro um ímã permanente e depois um eletroímã). O eletroímã é desenergizado (ou seja, não está energizado). O receptor AWS detecta apenas um campo magnético na sequência: Sul. A razão pela qual apenas um campo magnético foi detectado é porque o eletroímã não foi energizado. Isso torna o eletroímã invisível para o receptor AWS. Esse polo sul por si só resulta em uma indicação de aviso AWS para o motorista.

### AWS em sinais
À medida que o trem se aproxima de um sinal, ele passa por um ímã da AWS. O indicador visual AWS ('girassol') na cabine do motorista mudará para preto. Se o sinal que está sendo abordado estiver exibindo um aspecto 'claro', a AWS emitirá um tom de sino (os trens modernos têm uma sirene eletrônica que emite um 'ping' distinto) e deixará o 'girassol' preto. Essa indicação clara da AWS permite que o motorista saiba que o próximo sinal está mostrando 'claro' e que o sistema AWS está funcionando.
Se o próximo sinal estiver exibindo um aspecto restritivo (por exemplo, cuidado ou parada), o indicador sonoro AWS soará um alarme contínuo. O driver tem aproximadamente 2 segundos para pressionar e soltar o botão de confirmação AWS (se o driver mantiver o botão pressionado, o AWS não será cancelado).  Depois de pressionar o botão de confirmação da AWS, o indicador sonoro da AWS é silenciado e o indicador visual da AWS muda para um padrão de raios pretos e amarelos. Esse padrão de raio amarelo persiste até que o trem alcance o próximo ímã da AWS e serve como um lembrete para o maquinista do aspecto restritivo do sinal pelo qual ele passou.
Como mecanismo à prova de falhas, se o maquinista não pressionar o botão de confirmação AWS para uma indicação de aviso em tempo suficiente, os freios de emergência serão acionados automaticamente, parando o trem. Depois de parar, o motorista agora pode pressionar o botão de confirmação AWS e os freios serão liberados automaticamente após o término de um período de tempo limite de segurança.

### AWS para avisos de velocidade
O AWS funciona da mesma forma que os sinais, exceto que um ímã fixo localizado na distância de frenagem de serviço antes da redução da velocidade. Um único ímã fixo sempre causará uma indicação de aviso ao motorista, que o motorista deve reconhecer para evitar que o freio de emergência seja acionado. Uma placa de aviso na via também avisará o motorista sobre o requisito de velocidade à frente.

### Limitações
Esta lista de limitações não é exaustiva:
- A AWS tem apenas dois estados de saída; uma indicação clara e uma indicação de aviso. Para indicações de aviso, a AWS não fornece nenhuma informação adicional sobre o motivo do aviso. Portanto, depende do motorista observar os arredores e determinar o motivo da indicação de advertência.

- As indicações de aviso da AWS exigem que o botão de confirmação da AWS seja pressionado pelo driver. É possível que um motorista em uma ferrovia suburbana lotada funcione o dia todo em aspectos de cautela, reconhecendo centenas de indicações de alerta da AWS. O reconhecimento contínuo das indicações de aviso da AWS pode levar a um estado em que o driver não executa a ação apropriada. Isso levou a uma série de acidentes fatais.[2]

- É possível que a AWS desenvolva uma falha do lado errado e o driver não receba nenhuma indicação ou uma indicação clara em vez de uma indicação de aviso. O manual observa que "a AWS não isenta o motorista da responsabilidade de observar e obedecer aos sinais e indicadores da linha".[2]

- Também não há tratamento especial para sinais de parada. Um driver ainda pode passar um aspecto de sinal de parada (SPAD) se reconhecer a indicação de aviso AWS. Outros sistemas de proteção, como o Sistema de Proteção e Alerta de Trens (TPWS), podem superar essa limitação.[2]